# 考門夫人

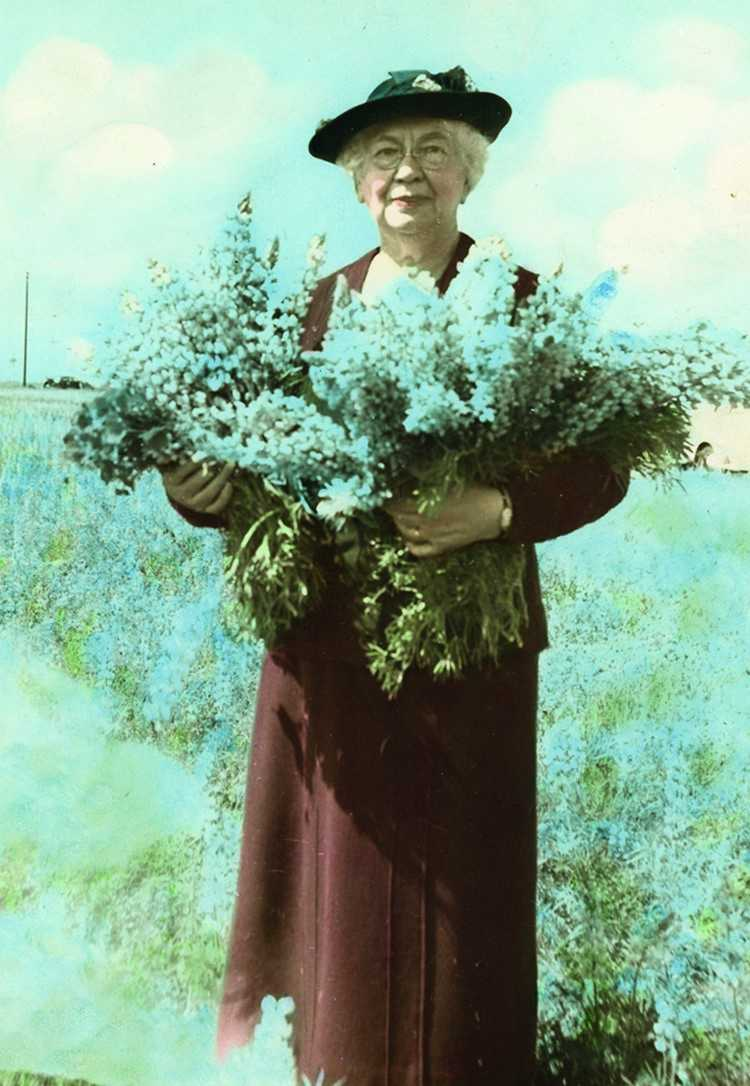
考門夫人

麗蒂·伯德·考门（英語：Lettie Burd Cowman，1870年3月3日—1960年4月17日），在她出版的書籍中常署名為考門夫人（Mrs. Charles E. Cowman）或高曼夫人，生於美國伊利諾州，是基督教傳道人、作家、教育家，《荒漠甘泉》的作者。
考門夫人和丈夫查爾斯·考門(Charles Cowman)均為遠東傳教會（The Oriental Missionary Society，后改名為OMS International，現名為One Mission Society)創始人之一.

## 幼年
考門夫人生於美國伊利諾州。其父母為當地熱心義工，常免費接待當地旅客於自家居住。因此，考門夫人深受其影響，也以義工為志向。15歲時認識查爾斯·考門（Charles Cowman），在於1889年6月8日，她19歲時，兩人結婚。

## 傳道
考門夫婦於1893年的一場病痛及祈禱後，雙雙投入基督教傳教行列。1901年，成為牧師的考門夫婦力踐誓言，從美國前往東亞傳經佈道，辦院講學。其主要活動範圍為中國，韓國與日本。除了傳道之外，兩人並在中國上海，韓國漢城，日本東京等地創辦獨立傳道機構「远东传教会」，考門先生為該會第一任總裁。兩人在日本與中田重治一起工作，又與章伯斯工作了幾個月。
1925年初考門夫婦返回美國敘職時，於俄亥俄州前往密西根州的路上，考門先生心臟病病發。因病，兩人暫時放下東亞的傳道事業，在加州修養。在服侍丈夫期間，考門夫人寫了《荒漠甘泉》。考門夫人當時並非抱著一個出版的目的去寫作，出版商也沒有計劃在初印三千本之後再加印。但她的經歷和分享給了讀者在困難中產生的盼望、忍耐與喜乐。因此，考門夫人說“不是我寫了甘泉，而是神自己賜下了甘泉。”
考門夫人在寫作的同時，致力于遠東傳教會的工作。她長期擔任該會的總裁。如同考門先生負擔在日本傳道的使命，考門夫人呼應了一個向万國万民傳道的使命。繼中國，韓國與日本之後，傳教會進入了印度，非洲，歐洲和南美洲。在歐洲，傳教會在芬蘭、愛沙尼亞、拉脫維亞、波蘭、捷克斯洛伐克等囯展開了有效的傳道工作。在非洲，考門夫人主要在埃及傳道。在南美洲，則以古巴為主要中心，以後又陸續進入墨西哥，哥倫比亞等囯。這些超過了考門夫人原先的預想。

## 《荒漠甘泉》
在考門先生與疾病鬥爭期間，考門夫人開始提筆寫作，以日記形式記錄二人的心路歷程，後來彙集而成，便是荒漠甘泉（Streams in the Desert）。荒漠甘泉以聖經中的經句爲依據，也引入了其他神學著作中的段句，並結合夫妻二人的「見證和靈修生活」，對《聖經》中某些經文展開了非常深入的闡釋。教導人們如何通過閱讀聖經聆聽「神」的話語並明白神的旨意。該祈禱書，於基督教世界裏被譽爲：「一座支取不盡的心靈寶庫，一泓鮮活的甜美的生命甘泉。」

## 上海考門紀念聖經學院
1925年9月24日，考門先生病逝。考門夫人雖遭喪偶之痛，但仍延續基督教傳教工作。1926年，考門夫人並在上海建立當地「考門紀念聖經學院」。1949年，因為中國大陸新統治者中國共產黨不允許宗教活動，該學院停止運作，考門夫人也返回美國。
1960年4月17日考門夫人逝世。離世前三天，她將所有文件日記交托專人處理，這些文件在死後在經整理出版就是「新荒漠甘泉」（Streams in the Desert, Vol.II）

## 著作
《荒漠甘泉》Streams in the Desert
《谷中清泉》Springs in the Valley
Missionary Warrior
Consolation (Words of Comfort and Cheer)
Count it All Joy
Praise Changes Things
Sit Still, Until
Thoughts for the Quiet Hour
《黑門山路》Mountain Trailways for Youth
Traveling Toward Sunrise
Handfuls of Purpose (God-After All)

## 外部連結
[https://www.ai-kan.net/?p=86927］　荒漠中的甘泉──查理考門夫婦小傳 （页面存档备份，存于）